# ألفارو فاديلو
الفارو فاديلو (بالإسبانية: Álvaro Vadillo Cifuentes) (ولد في 12 سبتمبر 1994) هو لاعب كرة قدم إسباني محترف يلعب في نادي غرناطة الإسباني كجناح أيسر.

## مسيرته

### بيتيس
ولد في بويرتو ريال، قادس، وانضم إلى شباب ريال بيتيس في سن 12. في 28 أغسطس 2011، أصبح ثاني أصغر لاعب يظهر على الإطلاق في مباراة في الدوري الأسباني، حيث بدأ في الفوز خارج ملعبه على غرناطة 1-0 في سن 16 سنة و11 شهرًا و16 يومًا.  في الموسم السابق، ساهم في 14 مباراة (هدف واحد) حيث تجنب فريق ب الهبوط بفارق ضئيل من الدوري الاسباني للدرجة الثانية.
في 15 أكتوبر 2011، اصطدم فاديلو ضد سيرجيو راموس في الدقائق الأولى من المبارة التي خسرها 1-4 في نهاية المطاف من ريال مدريد، حيث تم تأكيد غيابه لعدة أشهر مع الرباط الصليبي الممزق.  في 1 أغسطس 2014، عانى من نفس الإصابة، وغاب ايضاً لمدة ستة أشهر. 

### ويسكا
في 18 أغسطس 2016، وقع عقد مجاني لمدة عام واحد مع نادي نادي هويسكا.  سجل هدفه الأول لهم في 1 أكتوبر، وسجل الهدف الأخير في فوز 2-0 على أرضه ضد نادي ألميريا. 
في 12 فبراير 2017، سجل فاديلو هدفين وفازوا 2-0 خارج ملعبهم ضد نادي قرطبة.  و أنهى موسمه الأول بتسجيله سبعة أهداف في 34 مباراة،  وحقق الصعود إلى الدرجة الأولى في الليغا. 

### غرناطة
في 27 يونيو 2018، وقع فاديلو صفقة لمدة عامين مع غرناطة الذي لا يزال في الدرجة الثانية.  حصل على ترقية أخرى في عامه الأول، حيث ساهم بأربعة أهداف في هذا الإنجاز. 
في 21 سبتمبر 2019، سجل فاديلو هدفه الأول في الدوري الإسباني  والثاني لفريقه من خلال ركلة جزاء، وحقق ضمان الفوز 2-0 على أرضه ضد حامل اللقب برشلونة وصعد للمركز الأول مؤقتاً في الترتيب. 

## روابط خارجية
- ألفارو فاديلو على موقع قاعدة بيانات كرة القدم.إي يو (الإنجليزية)
- ألفارو فاديلو على موقع Soccerbase.com (لاعب) (الإنجليزية)
- ألفارو فاديلو على موقع Soccerway.com (الإنجليزية)
- ألفارو فاديلو على موقع AS.com (الإسبانية)
- ألفارو فاديلو على BDFutbol
- Álvaro Vadillo at Futbolme (in Spanish)
- Álvaro Vadillo at LaPreferente.com (in Spanish)
- ألفارو فاديلو  على سكروي